# 솔트웨어
솔트웨어(Saltware Co., Ltd.)는 대한민국의 기업용 IT 솔루션 기업이다.  
본사는 서울특별시 구로구 디지털로 34길 55, 901(구로동, 코오롱싸이언스밸리 2차)에 위치해 있다.

## 참고 문헌
1. ↑  솔트웨어 Investor Relations 2023, 2023.08.22
2. ↑  한국IR협의회 기술분석보고서-솔트웨어, 2023.10.05.
3. ↑  솔트웨어, "올해, 제2의 성장 발판 마련하는 원년 될 것", 머니투데이, 2023-06-08
4. ↑  솔트웨어, 아마존 5조 투자 앤트로픽 韓 상륙 소식 '강세', 아이뉴스24, 2023.10.17
5. ↑  솔트웨어, 솔트에이앤비 흡수 합병에 18%↑, 오피니언뉴스, 2023.06.20